# Tie bilder
Tie bilder (eg. 'tie bilder) är ett musikalbum av Hasse Andersson & Kvinnaböske Band, släppt 1985. Det placerade sig som högst på 35:e plats på försäljningslistan för album i Sverige.

## Låtlista
1. Frälsningssoldaten
2. Fiskefänge
3. En rynkig gammal fru
4. Skillingtryck från Grevie
5. Natten är gryende
6. Hej Hasse hej
7. Nicke
8. Liselott
9. I mörke
10. Den sista seglatsen